# A-3050
La A-3050 o Ronda Poniente-Norte de Córdoba es una ronda urbana de la ciudad de Córdoba, llamada Ronda de Poniente o Ronda Oeste de Córdoba y Ronda Norte de Córdoba. En su trazado encontramos infraestructuras como el Puente de Andalucía y el Túnel de Los Omeyas. Se inauguró en 2008 tras más de ocho años de obras, debido al hallazgo de restos arqueológicos en su trazado y a la complejidad de la técnica constructiva del Túnel de los Omeyas bajo las líneas de alta velocidad.
Esa vía rápida une la A-4 a la altura de la Avenida de Cádiz con la Glorieta de la Arruzafilla. Tiene enlaces con la Avenida Menéndez Pidal (Campus Universitario), la carretera del Aeropuerto (N-437), la Avenida de Manolete, la carretera de Palma del Río (A-431) y a partir de aquí ya en un rango más urbano se cruza a nivel mediante intersecciones de rotondas con la calle Isla de la Gomera, la calle del Crucero Baleares, la carretera de Santa María de Trassierra y la Glorieta de la Arruzafilla donde termina. 
Luego vendría la ronda norte que la alargaría hasta la CO-31.
Se compone de 3 tramos de ronda oeste más otros 3 de ronda norte. No tiene la categoría de autovía, sino de carretera convencional de doble calzada y rango metropolitano.
Su construcción y su titularidad es autonómica (excepto un tramo de la ronda norte, que está construido por el ayuntamiento de Córdoba).
Alberga varios túneles, por ejemplo:
- túnel de la Almunia
- túnel de los Omeyas
- túnel de Turruñuelos (81 m)
- túnel de Trasierra (26+32 m)
- túnel de la Arruzafilla (240 m)
- túnel Brillante-Asomadilla (1635 m)

- Datos: Q5653230